# 2е-Екслоермонд
2е-Екслоермонд (нід. 2e Exloërmond, нід. вимова: [ˈtʋeːdə ˈʔɛksloːərˌmɔnt]) — село в нідерландській провінції Дренте, назва якого буквально перекладається як Другий Екслоермонд. До 2008 року офіційною назвою була повна назва населеного пункту — нід. Tweede Exloërmond. Входить до муніципалітету Боргер-Одорн.
Його площа — 21,70 км², а населення станом на 2021 рік становило 2285 осіб.

## Галерея

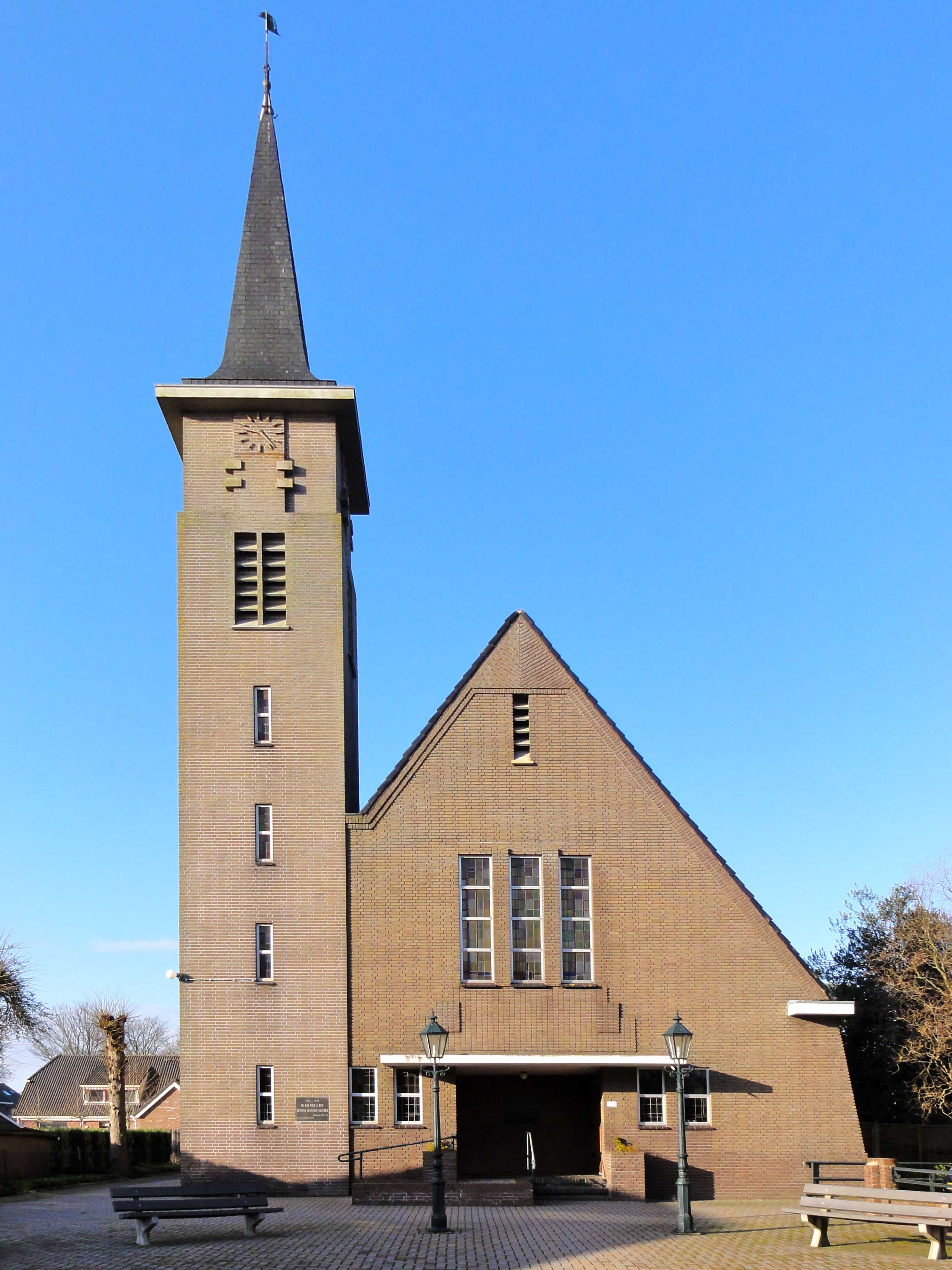
Реформістська церква
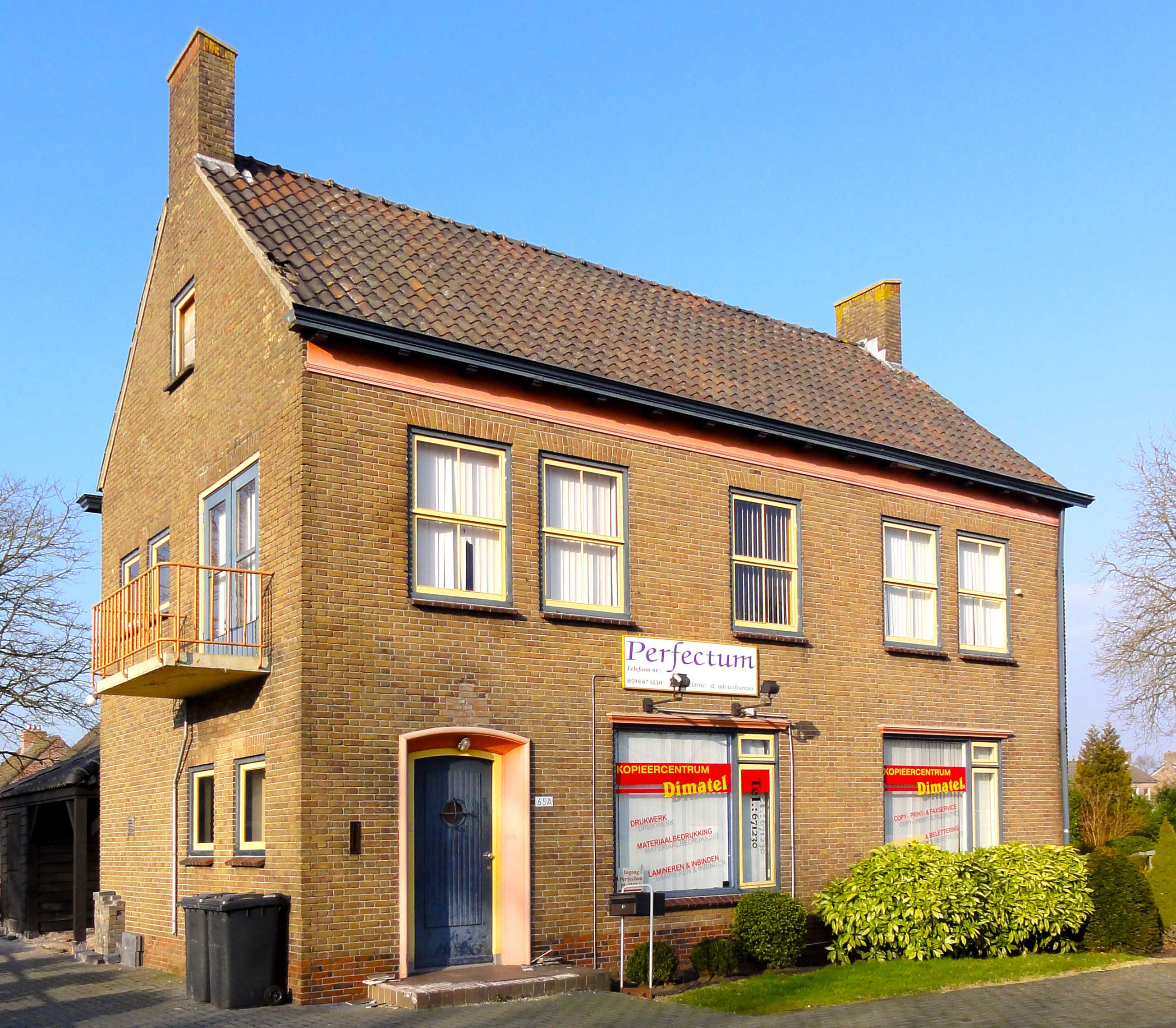
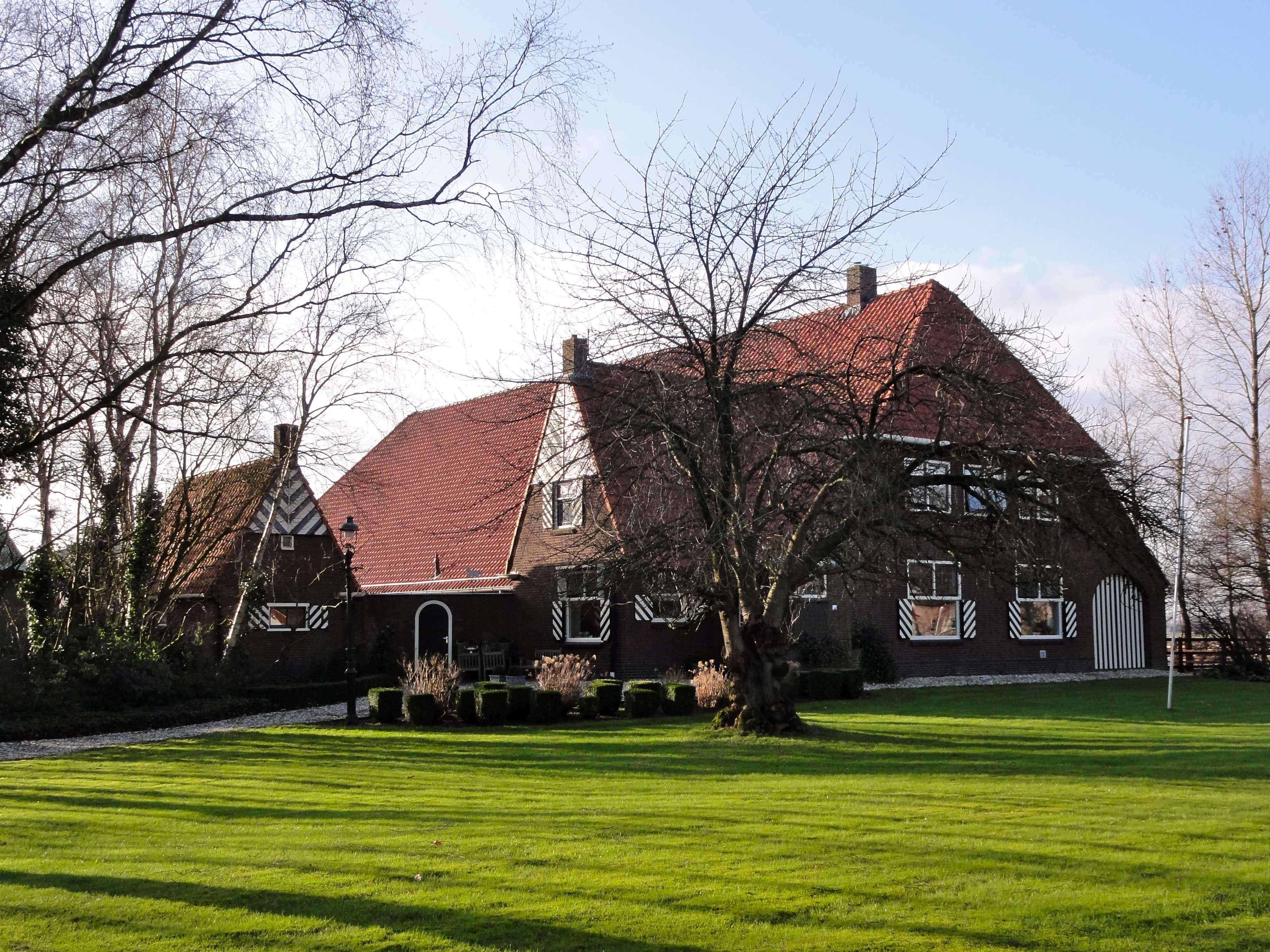
Ферма в селі
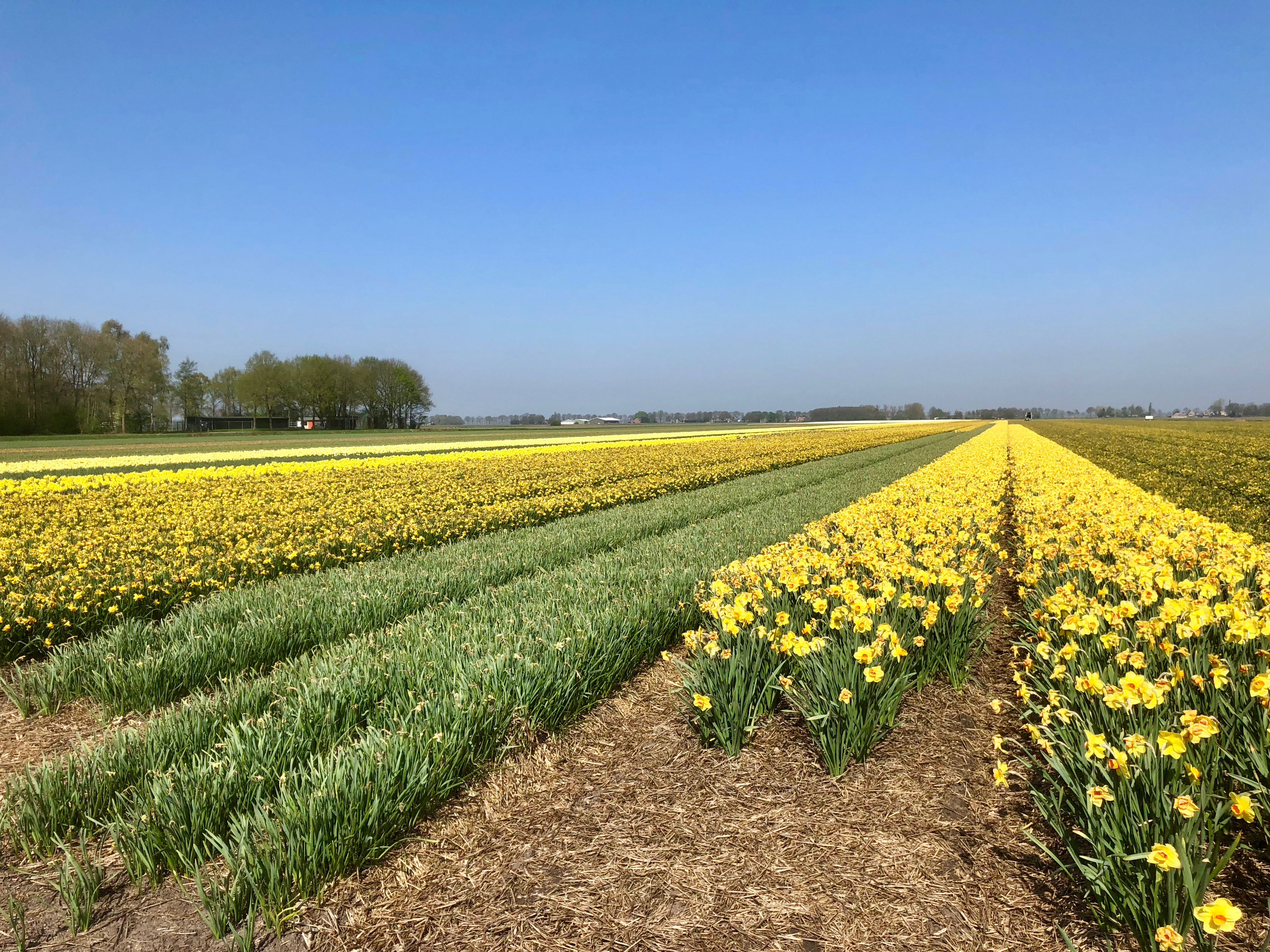
Квіткове поле